# 원진호 (발레 무용수)
원진호(1991년 11월 6일 ~ )는 대한민국의 발레리나이다. 대한민국 국립발레단 소속이다.

## 학력
- 선화예술중학교 무용과 (졸업)
- 선화예술고등학교 무용과 (졸업)
- 한국예술종합학교 실기과 예술사 (졸업)
- 한양대학교 대학원 무용학과 (졸업)

## 공연
- 2021년 춘향 - 인천